# Pteronemobius cantor
Pteronemobius cantor is een rechtvleugelig insect uit de familie krekels (Gryllidae). De wetenschappelijke naam van deze soort is voor het eerst geldig gepubliceerd in 2009 door Otte & Perez-Gelabert. De soort komt voor in Australië.